# Флагеляція

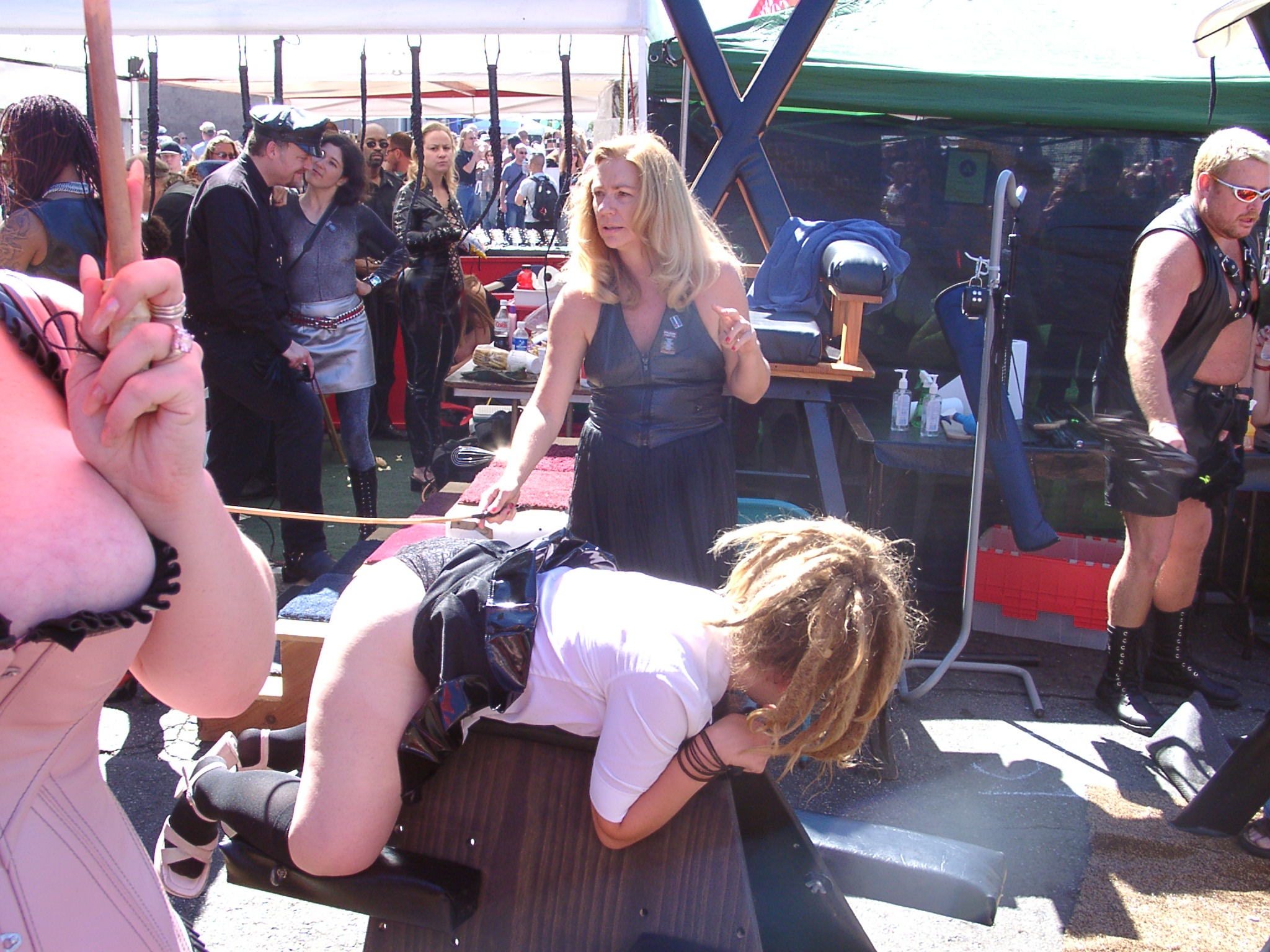
Флагеляція на Folsom Street Fair — щорічному вуличному святі БДСМ у Сан-Франциско (2004)

Флагеля́ція (лат. flagellatio — «бичування») — психо-еротична практика, яка полягає в бичуванні партнера, що підкоряється, партнером, що домінуює, за допомогою різних довгих і гнучких предметів (таких як батіг тощо). Є однією з основних практик БДСМ. Флагеляція може бути активною і пасивною, іноді можлива зміна ролей партнерів (свіч).

## Спанкінг
Підрізновидом флагеляції є спанкінг, який являє собою нанесення ляпанців сексуальному партнерові долонею або спеціальною лопаткою.

## Флагеляція в БДСМ
Флагеляція є однією з найпопулярніших і найпоширеніших практик в БДСМ і садомазохізмі. Причинами цього служать, по-перше, широта спектру впливів (від номінальних погладжувань іграшковим батогом до ударів) і, по-друге, багатий фетишистський зміст практики (шкіряна атрибутика, похмурі підземелля, різноманітні пристрої для фіксації тощо)
Флагеляція поєднує два типи впливу — фізичний і психоемоційний. Фізична сторона представлена больовими та близькими їм відчуттями при флагеляції. Психоемоційна складова флагеляції полягає в емоційних відчуттях домінування/підпорядкування, випробовуваних партнерами в процесі практики. Зокрема, еротичне бичування є одним з найчастіших «покарань» в рольових іграх на тему виховання. В залежності від індивідуальних психологічних особливостей практикуючих, той чи інший аспект флагеляції може головувати або відходити «на другий план».
Таким чином, метою застосування флагеляції є отримання фізичної та психо-емоційної насолоди від вчинення/прийняття болючих впливів. У ряді випадків метою може бути досягнення «нижнім» партнером психологічної розрядки, що виражається, наприклад, в сльозах або криках, або сабспейсу — особливого зміненого стану свідомості, близького до трансу.